# Robert F. Kennedy

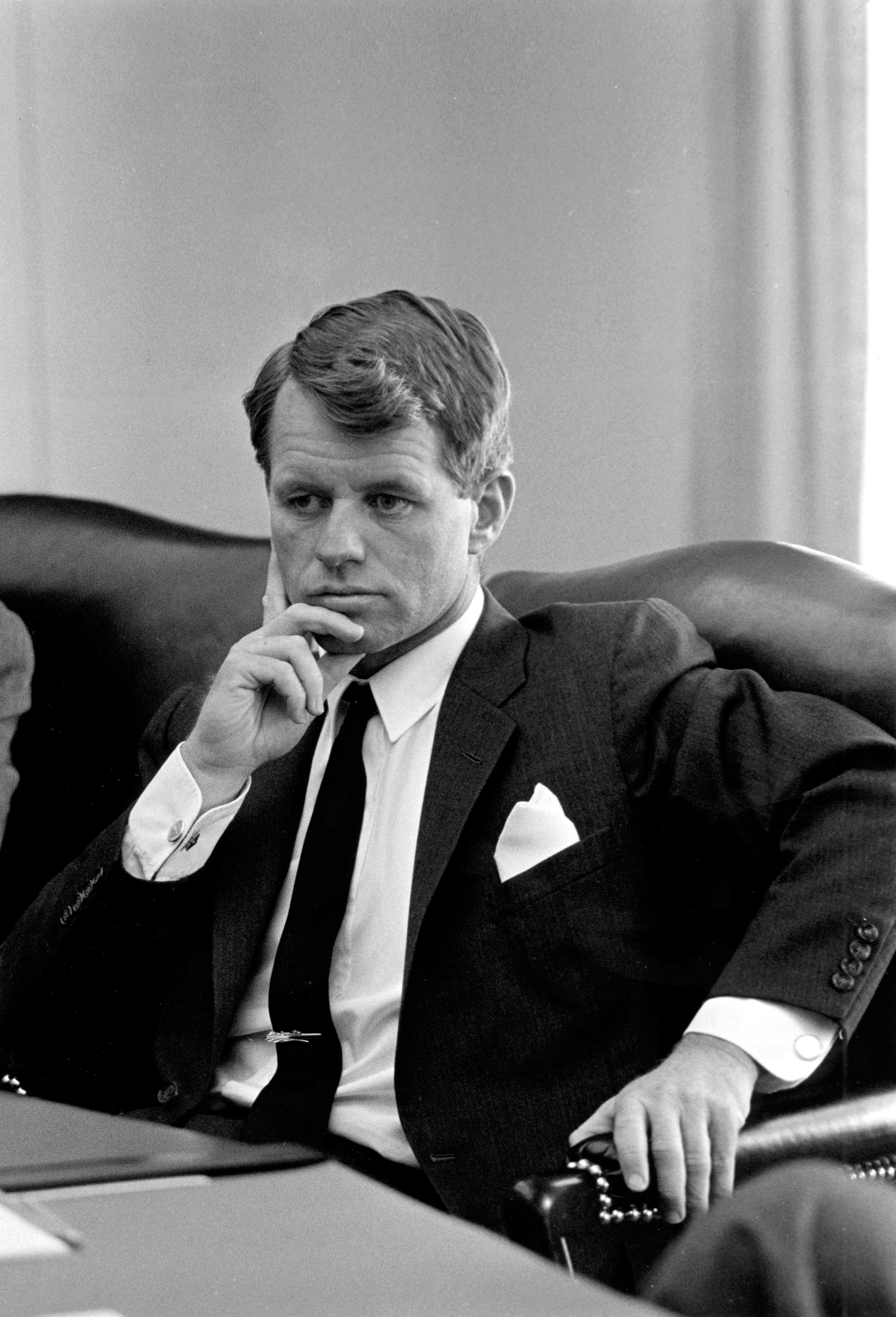
Robert F. Kennedy, 1964

Robert Francis „Bobby“ Kennedy (* 20. November 1925 in Brookline, Massachusetts; † 6. Juni 1968 in Los Angeles, Kalifornien) war ein US-amerikanischer Politiker der Demokratischen Partei und jüngerer Bruder des 1963 ermordeten US-Präsidenten John F. Kennedy. Als Sohn von Joseph P. Kennedy gehörte er zur Kennedy-Familie und wuchs in privilegierten Verhältnissen auf. Nach einer Karriere als Senatsjurist, Justizminister und Senator bewarb er sich 1968 um die Präsidentschaft und fiel während des Vorwahlkampfes ebenfalls einem Attentat zum Opfer.

## Leben

### Schulische Ausbildung und Wehrdienst
Robert Francis Kennedy („RFK“) wurde am 20. November 1925 in Brookline, Massachusetts, geboren und war das siebte Kind des Unternehmers Joseph und seiner Frau Rose Kennedy. Sein Vater, der als Begründer der Familie Kennedy gilt, war ein erfolgreicher Unternehmer und als einflussreicher Irischamerikaner ein wichtiger Wahlkampfhelfer für Franklin D. Roosevelt bei den Präsidentschaftswahlen 1932 und 1936. Im Dezember 1937 wurde er zum Botschafter in London ernannt. Die Mutter Rose Kennedy war Tochter des früheren Bostoner Bürgermeisters und Abgeordneten im Repräsentantenhaus der Vereinigten Staaten John F. Fitzgerald.
In London besuchte Kennedy die Privatschule Gibbs. Nach der Kriegserklärung von Neville Chamberlain an das Dritte Reich schickte Joseph P. Kennedy seine Familie im September 1939 nach Amerika zurück. Dort ging Robert zuerst auf die eng mit der Episkopalkirche der Vereinigten Staaten von Amerika verbundene St. Paul’s School in Concord, New Hampshire. Der ausgeprägte Episkopalismus der Schule störte Rose Kennedy, so dass sie Robert auf die Portsmouth Priory, eine Klosterschule mit Internat der Benediktiner, in Newport, Rhode Island, wechseln ließ. Abgesehen von vier Gottesdiensten pro Woche und einem Morgen- und Abendgebet, lag dort der Schwerpunkt auf säkularem Schulunterricht. Wegen seiner mäßigen Noten fürchtete sein Vater, Kennedy schaffe es nicht nach Harvard. Daher schickte er seinen Sohn ab Herbst 1942 an die Milton Academy in Milton, Massachusetts, was für Kennedy die sechste Schule in 10 Jahren war. An diesem klassischen White Anglo-Saxon Protestant College stand er aufgrund seiner katholischen Herkunft und des weiterhin praktizierten Glaubens im Abseits. Die Noten blieben bis auf das Fach Foreign Relations mittelmäßig, und Kennedy entwickelte vorwiegend im Football Ehrgeiz. Einen lebenslangen Freund fand er zu jener Zeit auf der Milton Academy in David Hackett, der ihn beim Wahlkampf 1968 unterstützte.
Angeregt durch die Erlebnisberichte von John F., der Bootskommandant im Pazifikkrieg war, beabsichtigte er, sich gleichfalls für einen Einsatz auf einem PT-Schnellboot zu melden. Der ältere Bruder überredete ihn, sich im Oktober 1943 vorerst bei der United States Navy Reserve einzuschreiben. Dort wurde er bis März 1944 vom aktiven Dienst freigestellt und durchlief ab dann das einjährige Studienprogramm V-12 an der Harvard University, das eine Offiziersverwendung im Anschluss zum Ziel hatte. Der Tod des ältesten Bruders Joseph P. Kennedy junior bestärkte Kennedys Wunsch nach einem Fronteinsatz. Im Mai 1945 als untauglich gemustert, ging er vorerst weiter auf die Offiziersschulung in Harvard. Als im Herbst 1945 der nach seinem Bruder benannte Zerstörer USS Joseph P. Kennedy, Jr. in Dienst gestellt wurde, sprach Kennedy ohne Wissen der Familie erfolgreich bei Marineminister James V. Forrestal vor, um seine Offiziersausbildung abbrechen und fortan als einfacher Matrose auf diesem Schiff dienen zu können. Während der Irankrise trat Kennedy am 1. Februar 1946 den Dienst auf der USS Joseph P. Kennedy, Jr. an. Fünf Tage später brach die USS Joseph P. Kennedy, Jr. zur Testfahrt in die Karibik auf, und kurz nach Rückkehr in den Heimathafen Newport, Rhode Island, wurde Kennedy ehrenhaft aus der US Navy entlassen.

Danach unterstützte er den Wahlkampf seines Bruders um den traditionell demokratischen 11. Wahlbezirk von Massachusetts im Repräsentantenhaus der Vereinigten Staaten. Unter der Führung von LeMoyne Billings, einem engen Freund von John, betreute Kennedy drei Wahlkreise im Osten von Cambridge, die überwiegend italoamerikanisch geprägt waren. Zwar gingen diese Viertel bei den Primaries gegen den dort populären Joe Russo verloren, aber viel knapper als erwartet. Danach bereiste Kennedy Südamerika, sein erster Urlaub außerhalb der Familie, und begann ein Studium der Rechtswissenschaften in Harvard im September 1946.

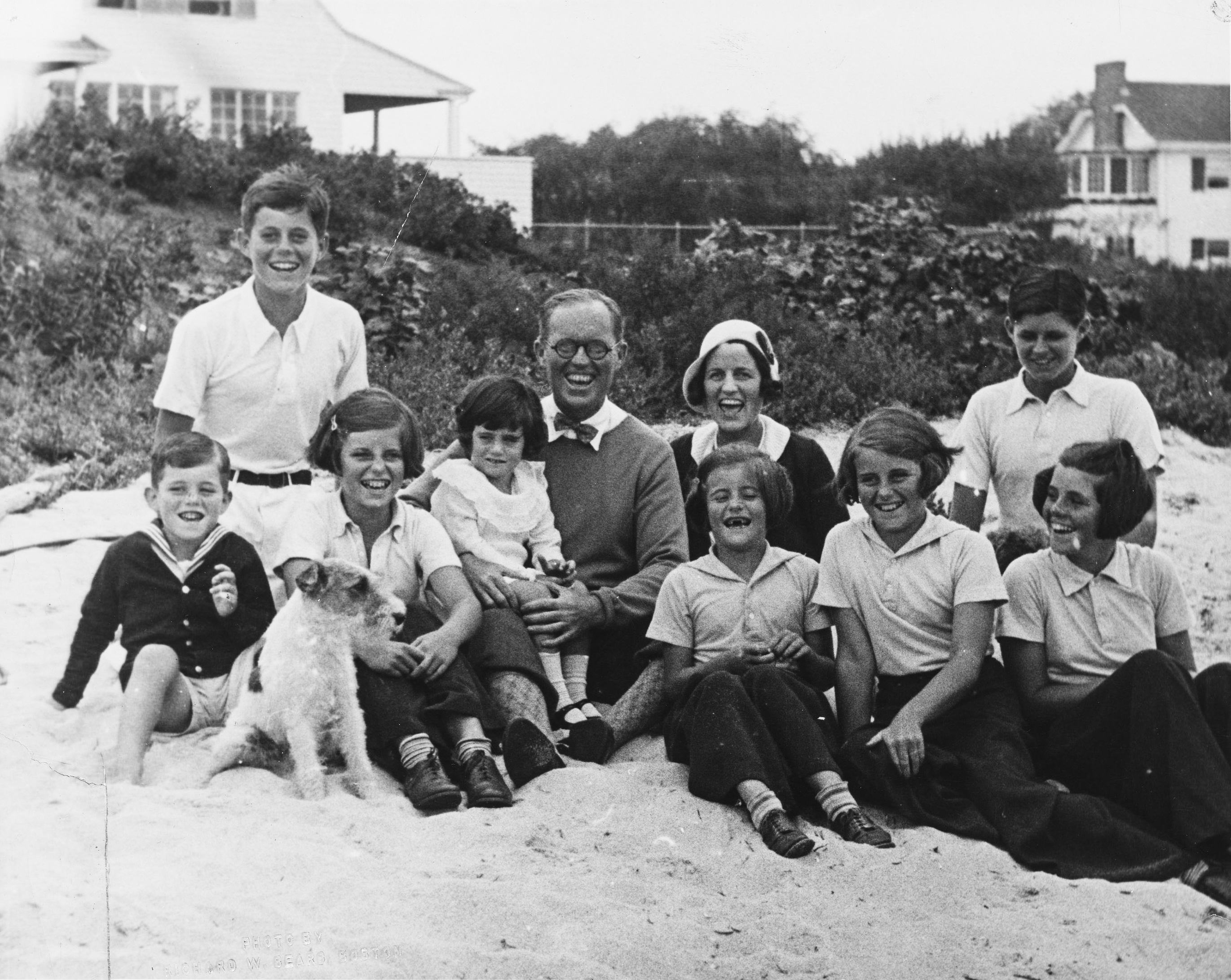
Robert F. Kennedy (ganz links) mit Familie in Hyannis Port, September 1931

### Studium
Während der ersten Jahre auf dem Campus mied Kennedy soziale Zerstreuung in Fraternities und Sororities wie dem Spee Club, dem seine älteren Brüder angehört hatten. Die Vorlesungen mit Schwerpunkt Staatswissenschaft von Charles Howard McIlwain, Roscoe Pound, Rupert Emerson und anderen hinterließen bei ihm ebenso wenig Eindruck wie bei diesen seine Persönlichkeit und Leistungen, was sich in einem mäßigen Notenbild offenbarte. Eine Zeitlang besuchte er mit katholischen Kommilitonen das St. Benedict Center im Campus. Die antisemitischen und atheistenfeindlichen Predigten von Leonard Feeney, der ein extremer Befürworter des Dogmas vom exklusiven Heilsanspruch der Kirche, dem extra Ecclesiam nulla salus, war, schockierten Kennedy derart, dass er in zornigem Streit mit Feeney die Einrichtung für immer verließ. Konzentrierten Fokus und Ehrgeiz entwickelte Kennedy stark ausgeprägt im American Football, wo er ein Spiel für die Auswahl der Universität trotz eines Beinbruchs bis zum Ende und einem Kollaps fortsetzte. In der Mannschaft traf er vor allem hier – freundschaftliche Beziehungen knüpfend – auf ältere Kriegsveteranen aus diversen, deutlich anderen Gesellschaftsschichten als der seinigen. Zu dieser Zeit entsprachen seine politischen Ansichten denen des Vaters. In konträrer Position zu seinem Bruder John stehend, lehnte er die Truman-Doktrin und den Marshall-Plan vehement ab. Die USA sollten sich in europäische Angelegenheiten nicht einmischen, eine friedliche Koexistenz mit der Sowjetunion und ihren Satellitenstaaten anstreben, und wenn sich ferne Völker für den Kommunismus entschieden, dies akzeptieren und nicht intervenieren.
Angeregt und unterstützt von seinem Vater, der ihn als Korrespondenten für die Boston Post akkreditieren ließ, trat er nach seinem Bachelor of Arts am 5. März 1948 auf der Queen Mary mit seinem Kommilitonen George Terrien zu einer Reise in den Nahen Osten an. Hierbei besuchte er Ägypten, das kurz vor dem Ende stehende Völkerbundsmandat für Palästina sowie den Libanon. In seiner Funktion als Journalist baute er Kontakte zur noch jungen Arabischen Liga, der Hagana und Irgun Tzwa’i Le’umi auf. Als die Israelische Unabhängigkeitserklärung erfolgte, erschienen in der Boston Post von Kennedy als Auslandskorrespondenten Anfang Juni vier Artikel hintereinander. In diesen begrüßte er das unabhängige Israel als stabilisierendes demokratisches Momentum im Nahen Osten, zerstreute Befürchtungen, es könne sich zum Kommunismus bewegen, und kritisierte scharf die britische Mandatspolitik. Auch Amerika warf er vor, sich zu wenig solidarisch mit den Juden, darunter viele Überlebende des Holocaust, in Palästina gezeigt zu haben. Am 15. April 1948 erreichte Kennedy Italien, wo er die ersten Parlamentswahlen in Italien 1948 nach dem Krieg erlebte und unter anderem eine Großkundgebung von Palmiro Togliatti besuchte. Nach dem Tod seiner Schwester Kathleen Cavendish, deren Beerdigung er wegen einer Gelbsucht nicht besuchen konnte, reiste er nach London zu ihrem Grab. Über Belgien und Holland erreichte er die Westzone und berichtete von der katastrophalen Zerstörung der besuchten Städte und der Apathie der deutschen Bevölkerung. In der Vier-Sektoren-Stadt Wien erlebte er die intensiven Spionageaktivitäten des Kalten Kriegs sowie die allgemeine Erwartung eines Krieges mit der Sowjetunion angesichts der Rittersturz-Konferenz und den bevorstehenden Koblenzer Beschlüssen sowie der sich dadurch abzeichnenden Geburt von Westdeutschland. Danach reiste er in die Tschechoslowakei, wobei eine weitergehende Besichtigung des Ostblocks hier an der ungarischen Grenze ihr Ende fand. Die Rückkehr erfolgte über West-Berlin, wo er Zeuge der Berliner Luftbrücke wurde, Kopenhagen, Stockholm und Dublin. Geprägt durch diese Eindrücke, entfernte er sich zunehmend von den Ansichten seines Vaters, der eine Einmischung der Vereinigten Staaten in den europäischen Ost-West-Konflikt ablehnte. So veröffentlichte er nach der Verhaftung von József Mindszenty, dem Primas von Ungarn, einen Artikel im Boston Daily Advertiser, in dem er zu energischem Widerstand des Westens gegen diese Maßnahme aufrief.
Da sein Notenbild wenig überzeugend war, lehnten ihn sowohl Harvard als auch die Yale University für ein Jurastudium an der Graduate School ab, so dass Kennedy an die University of Virginia wechselte. 1951 erreichte er hier seinen Abschluss. Dazwischen diente er kurze Zeit in der United States Navy auf dem nach seinem gefallenen Bruder benannten Zerstörer USS Joseph P. Kennedy, Jr. Nach einer gemeinsamen Asienreise, bei der sie unter anderem Jawaharlal Nehru trafen, leitete er den Wahlkampf seines Bruders John um einen Sitz im Senat. Auch als John 1960 für das Amt des Präsidenten kandidierte, organisierte Robert zusammen mit seinem Studienkollegen Kenneth O’Donnell den Wahlkampf.

### Privatleben
Während eines Skiurlaubs im Winter 1945 in Mont-Tremblant, Québec, lernte Kennedy die Freundin seiner Schwester Jean Kennedy Smith, Ethel Skakel, kennen. Die beiden heirateten am 17. Juni 1950, nachdem Kennedy sich ursprünglich in Ethels Schwester Patricia verliebt hatte und diese Beziehung gescheitert war.
Aus der Ehe stammen elf Kinder; seine letzte Tochter wurde erst nach seinem Tod geboren:
- Kathleen Kennedy Townsend (* 1951)
- Joseph Patrick Kennedy II (* 1952)
- Robert Francis Kennedy Jr. (* 1954)
- David Anthony Kennedy (1955–1984)
- Mary Courtney Kennedy (* 1956)
- Michael LeMoyne Kennedy (1958–1997)
- Mary Kerry Kennedy (* 1959)
- Christopher George Kennedy (* 1963)
- Matthew Maxwell Taylor Kennedy (* 1965)
- Douglas Harriman Kennedy (* 1967)
- Rory Elizabeth Katharine Kennedy (* 1968)

Sein Enkel Joseph (* 1980) wurde 2012 ins US-Repräsentantenhaus gewählt.

## Politische Laufbahn

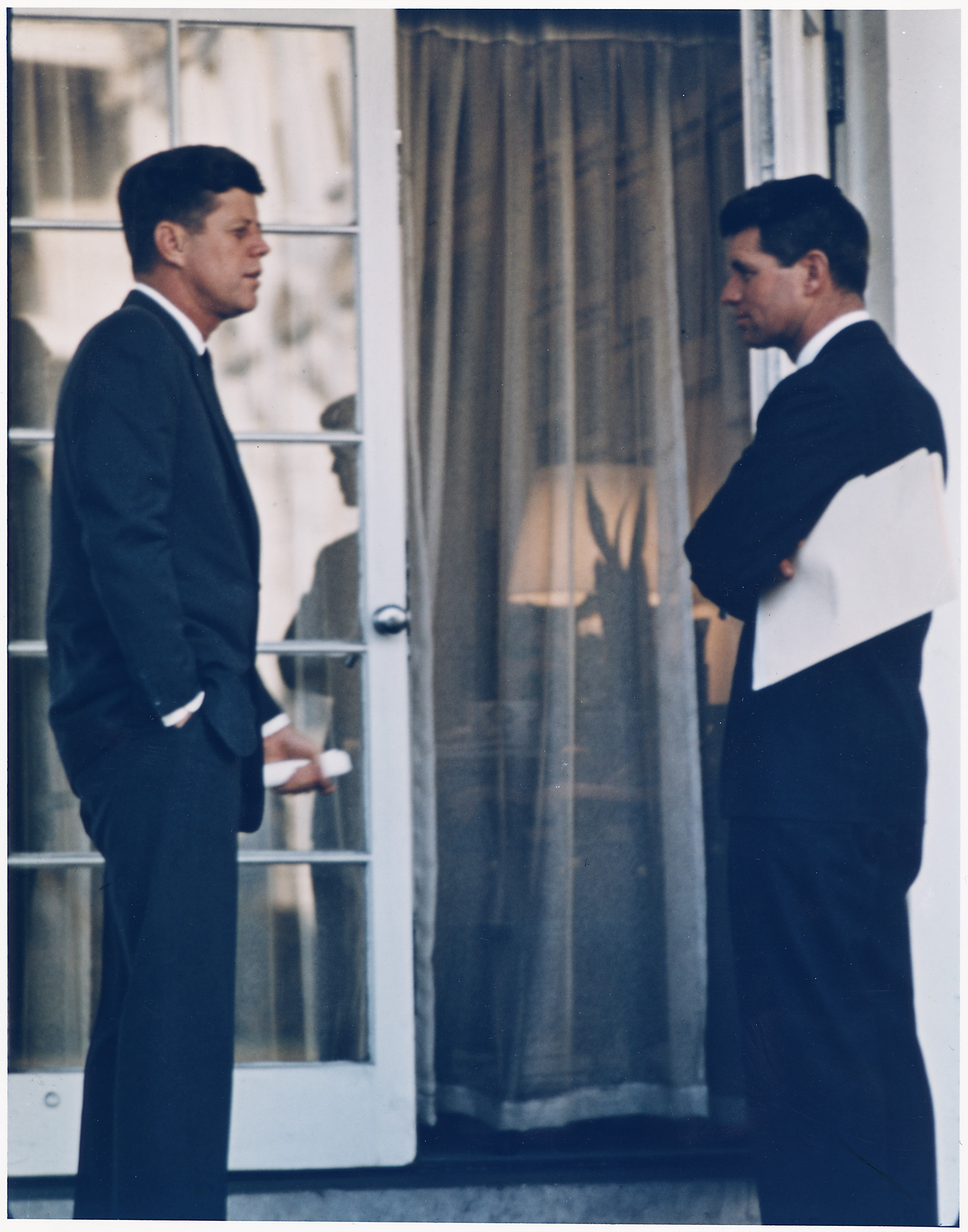
Robert Kennedy (rechts) und sein Bruder vor dem Weißen Haus, 1963

### Einstellung
In seinen Grundhaltungen war Robert F. Kennedy von der Schriftstellerin Edith Hamilton beeinflusst. Er war entschiedener Gegner der Rassendiskriminierung, als Justizminister ein entschlossener Kämpfer gegen die Mafia und später ein heftiger Kritiker der Vietnampolitik Lyndon B. Johnsons. In seiner Zeit als Senator wuchs sein Interesse an sozialen Fragen, und er bezog dabei in zunehmendem Maße liberale, nach europäischem Verständnis linke Positionen, was ihn in wesentlich stärkerem Ausmaß als seinen Bruder bis heute zu einer Ikone des stark sozialdemokratisch gefärbten amerikanischen Linksliberalismus macht. Sein Tod wird zusammen mit dem Attentat auf Martin Luther King als Ende einer durch Jugendlichkeit, Optimismus und Fortschrittsglauben charakterisierten Ära gedeutet, die von einer Zeit der politischen Skandale (Stichwort Watergate) abgelöst wurde. Die mit wachsendem zeitlichen Abstand zunehmende Verklärung Kennedys und seines sozialen und humanitären Engagements („Guter Bobby“) stand dabei in einem gewissen Kontrast zu dem zwiespältigen Bild, das viele Zeitgenossen von ihm hatten, zum Beispiel als Wahlkampfmanager („Böser Bobby“) oder als teils rücksichtslos Handelnder in Joseph McCarthys Senatsunterausschuss.

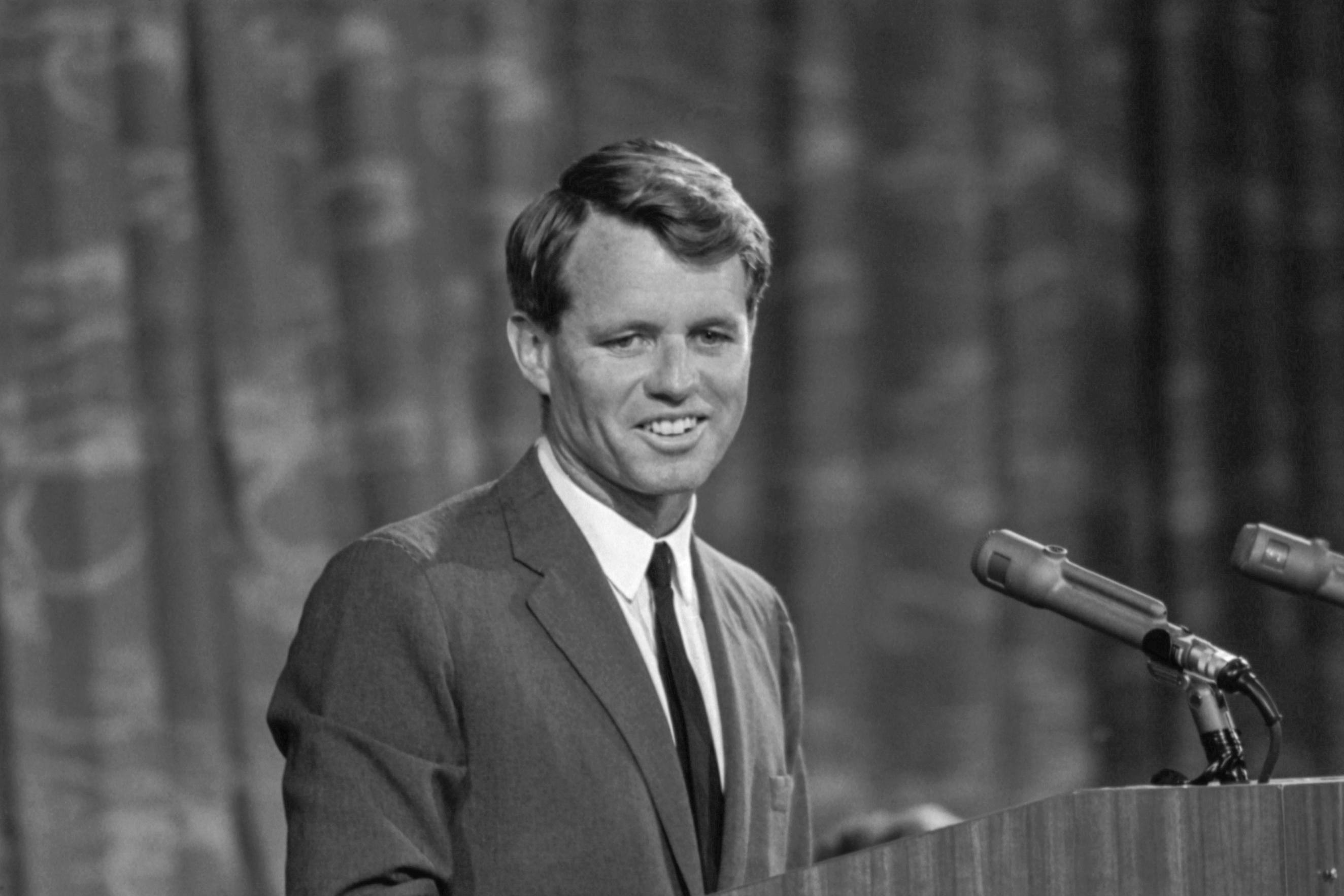
Bei einer Rede im August 1964

### Anfänge
Im Dezember 1952 wurde Kennedy juristischer Mitarbeiter des Senatsunterausschusses Permanent Subcommittee on Investigations, der unter dem Vorsitz von Joseph McCarthy die angebliche kommunistische Unterwanderung von Regierung, Verwaltung und Militär untersuchte. Er verließ den Posten im Juli 1953, weil er mit den umstrittenen Methoden seines Vorgesetzten, Chefberater Roy Cohn, nicht einverstanden war, obwohl er persönlich weiterhin Sympathien für McCarthy empfand. Anschließend war Kennedy für einige Monate im Mitarbeiterstab seines Vaters tätig, der in der sogenannten Hoover Commission Mitglied war. Anfang 1954 kehrte er in das Permanent Subcommittee on Investigations zurück, dieses Mal in der Funktion des Chefberaters der demokratischen Minderheit. Von 1957 bis 1959 war er Chefberater des sogenannten McClellan Committee, das illegale Machenschaften in den Gewerkschaften untersuchte.
Dass hier u. a. die kriminellen Aktivitäten innerhalb der Transportarbeitergewerkschaft Teamsters und deren Kontakte zur Mafia thematisiert wurden, brachte Kennedy die lebenslange Feindschaft des Teamsters-Vorsitzenden Jimmy Hoffa ein, der ihn zudem für seine Herkunft aus reichem Hause verachtete.
Im November 1959 wurde er zum Wahlkampfmanager seines Bruders für die Präsidentschaftswahl in den Vereinigten Staaten 1960. Nach dem Sieg von John F. Kennedy 1960 berief dieser seinen Bruder als Justizminister in sein Kabinett. In diese Zeit fielen die Invasion in der Schweinebucht und die Kubakrise, in deren Verlauf er sich zum engsten Berater des Präsidenten entwickelte. Außerdem tat er sich als engagierter Bekämpfer des organisierten Verbrechens hervor und galt, trotz anfänglicher Vorwürfe von Vetternwirtschaft, bald als eines der effizientesten Regierungsmitglieder.
Auf die Ermordung seines Bruders im November 1963 reagierte er tief getroffen. Sein Umfeld nahm ihn als einen gebrochenen, sichtlich gealterten Mann wahr, der seine Trauer mitunter mit sardonischen Bemerkungen zu überspielen versuchte. Kennedy zeigte kein Interesse an der Untersuchung des Mordfalls, wohl weil dies für ihn zu schmerzvoll war, und betraute daher seinen Mitarbeiter Nicholas Katzenbach mit der Kooperation mit der Warren-Kommission. Nach dem Tod seines Bruders verblieb er zunächst im Kabinett des Nachfolgers Lyndon B. Johnson; beide trennte aber eine gegenseitige Abneigung. Als sich seine Hoffnungen nicht erfüllt hatten, bei der Präsidentschaftswahl 1964 von Johnson als künftiger Vizepräsident nominiert zu werden, verließ er die Regierung im Herbst 1964 und kandidierte für das Amt des US-Senators von New York. Er gewann den Wahlkampf gegen den Republikaner Kenneth Keating und war von 1965 bis 1968 Senator. Seine Popularität innerhalb der Demokratischen Partei hatte sich schon am Parteitag 1964 gezeigt, auf dem er seine Rede erst nach einem fast 20-minütigen Beifallssturm beginnen konnte, der seiner Meinung nach allerdings vor allem dem ermordeten Bruder galt.

### Kandidatur für die Präsidentschaft 1968
Als Senator ging Robert Kennedy zunehmend auf Distanz zur Vietnampolitik Präsident Johnsons, zögerte jedoch – zur Enttäuschung mancher Anhänger – aus Angst vor einer Parteispaltung zunächst, diesen bei der Präsidentschaftswahl 1968 offen herauszufordern. Erst als Johnson bei der ersten Vorwahl am 12. März gegen Senator Eugene McCarthy, einen weiteren innerparteilichen Vietnamkriegsgegner, überraschend schlecht abschnitt, meldete Kennedy am 16. März seine Kandidatur an, was ihm einige als Opportunismus vorhielten. Nach dem kurz darauf erfolgenden Verzicht von Johnson auf eine erneute Kandidatur sah sich Kennedy dann im innerparteilichen Vorwahlkampf um die Nominierung neben McCarthy bald auch Vizepräsident Hubert H. Humphrey gegenüber, der ebenfalls kandidieren wollte. Humphreys Ankündigung erfolgte jedoch zu spät, um noch an den Vorwahlen teilnehmen zu können, so dass sich diese größtenteils zu einem Duell zwischen Kennedy und McCarthy entwickelten, die beide den linken Parteiflügel repräsentierten und um ein ähnliches Wählersegment kämpften.
Kennedys kurzfristig organisierter und oftmals improvisierter Wahlkampf stieß auf unerwartet positive Resonanz. Seine Auftritte lösten Begeisterungsstürme aus, die in der Geschichte der Vorwahlen (Primaries) beispiellos waren, vor allem unter Afroamerikanern und lateinamerikanischen Einwanderern. Nachhaltigen Eindruck hinterließ seine Rede am 4. April 1968 (dem Tag der Ermordung Martin Luther Kings) in Indianapolis, in der er zum ersten und einzigen Mal öffentlich auf das Attentat auf seinen Bruder Bezug nahm („Auch er wurde von einem weißen Mann ermordet“) und zu gegenseitigem Mitgefühl und einem Gerechtigkeitsgefühl für die Leidenden aufrief. Wie groß Robert Kennedys Chancen tatsächlich waren, als Präsidentschaftskandidat der Demokraten und somit als Gegner von Richard Nixon bei der Präsidentschaftswahl im November 1968 nominiert zu werden, ist umstritten. Für einen Sieg auf dem Parteitag Ende August in Chicago waren 1312 Delegiertenstimmen notwendig.
Kennedy hatte zum Zeitpunkt seines Todes laut Medienberichten 622 Parteitagsdelegierte auf seiner Seite und damit Senator Eugene McCarthy (305 Delegierte) überholt. Beide lagen jedoch hinter Vizepräsident Hubert Humphrey (1067 Delegierte) zurück, da 1968 Vorwahlen nur in einer Minderheit der Bundesstaaten stattfanden und der Einfluss Humphreys in etlichen jener Staaten, in denen die Delegierten durch den Parteiapparat bestimmt wurden, offensichtlich stärker war. Er konnte auch auf die Unterstützung der Gewerkschaften zählen. Humphrey hatte allerdings keine einzige Vorwahl gewonnen. Für Kennedy sprachen ferner seine Distanz zur zunehmend unpopuläreren Vietnampolitik Johnsons, sein Charisma, die Erinnerung an seinen ermordeten Bruder und nicht zuletzt der damals intakte Mythos des Namens Kennedy.
Unmittelbar vor Kennedys Tod waren TV-Kommentatoren trotz des Sieges in Kalifornien eher skeptisch bezüglich seiner Chancen auf die Nominierung. Heute sind die Meinungen der Historiker geteilt: Während einige ebenfalls davon ausgehen, dass Humphreys Vorsprung bei den Parteitagsdelegierten und die Unterstützung durch diverse einflussreiche „Parteibosse“ die letztlich entscheidenden Faktoren gewesen wären, vertreten andere – wie auch Richard Nixon in seinen Memoiren – die Ansicht, dass Kennedys Kampagne nach dem Vorwahlsieg in Kalifornien einen Teil der Anhänger McCarthys hinzugewonnen und in den verbleibenden zweieinhalb Monaten eine unwiderstehliche Eigendynamik entwickelt hätte, die auf dem Parteitag nicht mehr zu stoppen gewesen wäre.

## Das Attentat

### Hergang

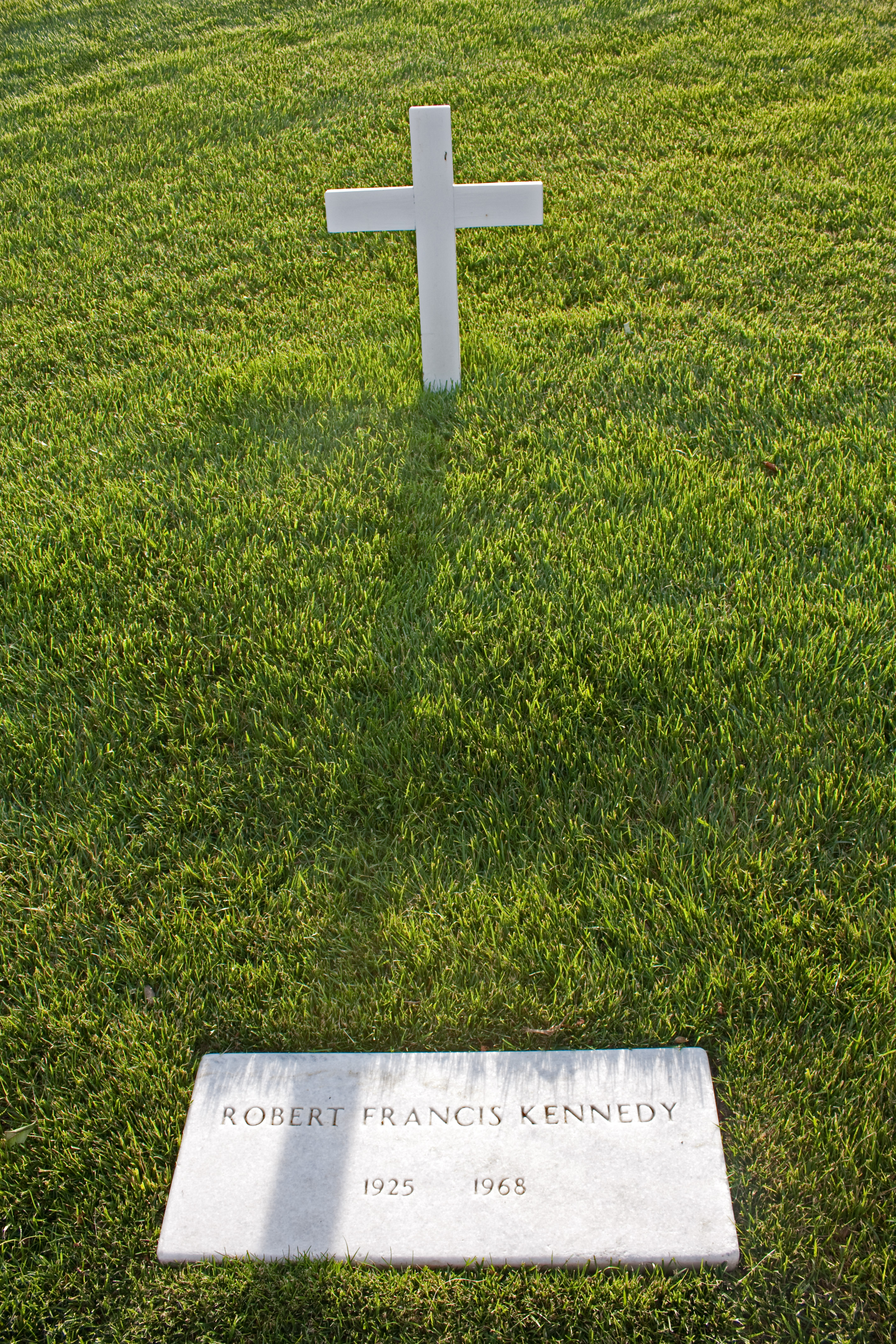
Robert Kennedys schlichtes Grab auf dem Nationalfriedhof Arlington in Virginia

Kennedy hatte nach Siegen in Indiana und Nebraska und einer Niederlage in Oregon gerade die Vorwahlen in South Dakota und Kalifornien gewonnen, als er in der Nacht vom 4. zum 5. Juni 1968 wenige Minuten nach Mitternacht (Ortszeit), kurz nach seiner Dankesrede im Ballsaal, auf dem Weg zur Pressekonferenz, in der Küche des Hotels Ambassador in Los Angeles, angeschossen und lebensgefährlich verletzt wurde. Noch am Tatort, der Kaltküche des Hotels, wurde der palästinensische Einwanderer Sirhan Sirhan festgenommen und die Tatwaffe, ein Iver-Johnson-Revolver, Kaliber .22, sichergestellt. Kennedy erlag am folgenden Tag im Good Samaritan Hospital (Wilshire Boulevard) im Alter von 42 Jahren seinen Verletzungen.
Der verurteilte Mörder Sirhan Sirhan sitzt seine Strafe, nachdem das gegen ihn 1969 ergangene Todesurteil in lebenslange Haft umgewandelt wurde, im Staatsgefängnis von Coalinga (Kalifornien) ab.
Sein Motiv für das Attentat war vermutlich seine Empörung über israelfreundliche Äußerungen Kennedys im Vorwahlkampf, die für ihn – da die Palästinenserfrage darin völlig ausgeklammert wurde – in krassem Gegensatz zu Kennedys sonstigem Eintreten gegen Unterdrückung und Ausgrenzung standen. Insbesondere verurteilte er dessen Forderung, Israel neue Phantom-Kampfflugzeuge zu liefern. Möglicherweise spielte auch der erste Jahrestag des Beginns des Sechstagekrieges eine Rolle. So fand sich in Sirhans Wohnung ein Tagebuch mit dem Eintrag „Robert Kennedy muss vor dem 5. Juni sterben.“
Der Nahostkonflikt wurde von der US-Öffentlichkeit allerdings kaum zur Kenntnis genommen und spielte im Vorwahlkampf praktisch keine Rolle. Auch alle anderen Kandidaten vertraten israelfreundliche Positionen.

### Verschwörungstheorien
Es gibt zahlreiche Verschwörungstheorien, von denen viele besagen, dass Sirhan nicht aus eigenem Entschluss, sondern unter Fremdeinfluss (Hypnose oder Gehirnwäsche) gehandelt habe oder dass es noch einen zweiten Schützen gegeben habe, der auf Kennedy die laut Autopsiebericht von hinten und aus kürzester Entfernung zugefügten tödlichen Schüsse abgegeben habe, während Sirhan laut Augenzeugen von vorne und aus etwas größerer Distanz auf den Senator geschossen hat. Allerdings widersprechen sich diese Augenzeugenberichte zum Teil, zumal am Tatort ein großes Gedränge herrschte.
Ende April 2012 meldete sich die Kanadierin Nina Rhodes-Hughes (geb. Roman), eine ehemalige TV-Schauspielerin und zeitweilige Aktivistin im Kennedy-Wahlkampfteam von 1968, in einem CNN-Interview zu Wort. Sie gab an, am Tatort in der Kaltküche des Ambassador-Hotels neben einem zweiten Schützen hinter Kennedy gestanden und damals dem FBI sogleich Aussagen darüber gemacht zu haben. Sie habe deutlich mehr Schüsse wahrgenommen als jene acht, für die Sirhans Waffe technisch ausgelegt war. Ihre Aussagen seien in den offiziellen FBI-Berichten jedoch verfälscht worden.
Auch ist ein vom früheren polnischen Journalisten Stanisław Pruszyński am Tatort aufgenommenes Tondokument gefunden und unter anderem von CNN veröffentlicht worden, welches der These der Sirhan-Anwälte von mehr als acht Schüssen und damit der Existenz eines zweiten Schützen Nahrung gibt.

## Ehrung
- 1962: Ernst-Reuter-Plakette des Landes Berlin
- 1978: Congressional Gold Medal
- 2025: Presidential Medal of Freedom[34]

## Veröffentlichungen
- Gangster drängen zur Macht. Scherz, Bern/München 1964 (Originaltitel: The Enemy Within, 1960).
- Bekenntnis zur Gerechtigkeit. Econ, Wien/Düsseldorf 1966 (Originaltitel: The Pursuit of Justice, 1964).
- Freiheit und Verantwortung in der Demokratie. 38 Reden. Rowohlt, Reinbek 1967 (Originaltitel: Rights for Americans: The Speeches of Robert F. Kennedy, 1964).
- Suche nach einer neuen Welt. Bertelsmann, Gütersloh 1968 (Originaltitel: To Seek a Newer World, 1967).
- Dreizehn Tage. Die Verhinderung des Dritten Weltkrieges durch die Brüder Kennedy. Scherz, Bern/München 1969 (Originaltitel: Thirteen Days. A Memoir of the Cuban Missile Crisis, 1969).

## Filme
- Kennedy wurde im Fernsehfilm Der Pate und das Showgirl (Sugartime) (1995) von Peter Krantz porträtiert.
- Thirteen Days (2000). Dokumentarischer Spielfilm zur Kubakrise.
- Bobby (2006). Der letzte Tag von Robert F. Kennedy.
- RFK must die (2008). Dokumentarfilm von Shane O’Sullivan, Vereinigtes Königreich.
- Die Kennedys (2011). Achtteilige TV-Miniserie mit Barry Pepper als Kennedy.
- Jackie: Die First Lady (2016). Spielfilm über Jacqueline Kennedy mit Peter Sarsgaard in der Rolle von Robert F. Kennedy.
- Bobby Kennedy for President (2018). Vierteilige Miniserie auf Netflix von Dawn Porter.

## Weiteres
Zu seinem Gedenken wurde der Robert F. Kennedy Human Rights Award für Menschenrechte gestiftet.